# Nuits-Saint-Georges
Nuits-Saint-Georges – miejscowość i gmina we Francji, w regionie Burgundia-Franche-Comté, w departamencie Côte-d’Or.
Według danych na rok 1990 gminę zamieszkiwało 5569 osób, a gęstość zaludnienia wynosiła 272 osoby/km² (wśród 2044 gmin Burgundii Nuits-Saint-Georges plasuje się na 41. miejscu pod względem liczby ludności, natomiast pod względem powierzchni na miejscu 428.).

## Współpraca
Miejscowość partnerska:
- Sambreville, Belgia

## Znane osoby
- Maurice Boitel, malarz